# 본지버디
본지버디(BonziBuddy, BonziBUDDY)는 조(Joe)와 제이 본지(Jay Bonzi)가 개발한 프리웨어 데스크톱 비서이다. 사용자가 화면 상의 에이전트를 선택하면 농담과 사실을 공유하고 자체 다운로드 관리자를 사용하여 다운로드를 관리하며 노래를 재생하고 토론하는 등의 기능을 제공한다.
이 소프트웨어는 오피스 어시스턴트와 비슷한 마이크로소프트 에이전트 기술을 사용했으며, 마이크로소프트 에이전트와 함께 사용할 수 있는 캐릭터들 가운데 하나인 초록 색의 앵무새인 말하는 앵무새(Peedy)를 등장시켰다. 2000년 5월 본지 버디의 나중 버전들은 자신만의 캐릭터를 등장시켰다: 자주색 고릴라 본지(Bonzi). 이 프로그램은 음성 합성을 사용하여 사용자와 소통할 수 있었다. 음성 인식은 시드니(Sydney)로 불렀으며 오래된 Lernout & Hauspie 마이크로소프트 음성 API 4.0 패키지로부터 가져온 것이다. 일부 소프트웨어에서는 Adult Male #2로 불리기도 한다.
일부 버전의 소프트웨어는 스파이웨어로 기술되었다. 본지버디는 회사가 소프트웨어에 관한 여러 법적 소송에 휘말려 벌금을 내라는 명령을 받은 이후 2004년 개발이 중단되었다. 본지의 웹사이트는 본지버디의 개발이 중단된 뒤 계속 오픈되어 있었으나 나중에 2008년 말 문을 닫고 말았다.

## 같이 보기
- 디지털펫